# 徳川鏡子

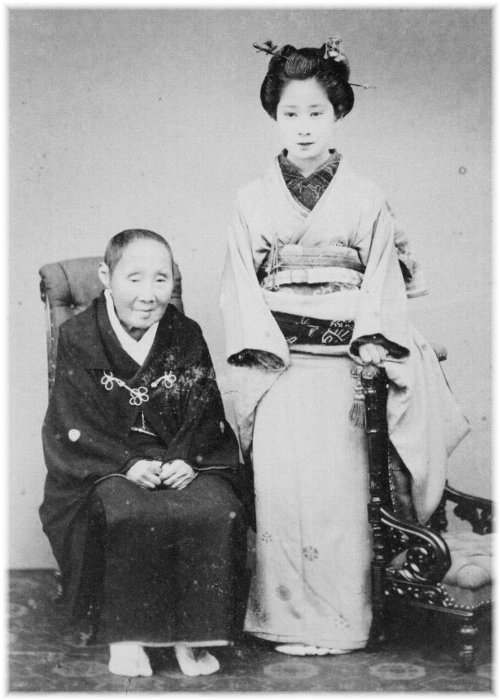
吉子女王(左)と徳川鏡子(右)の肖像写真

徳川 鏡子（とくがわ きょうこ、1873年（明治6年）6月2日 - 1893年（明治26年）9月29日）は、明治時代の伯爵夫人。徳川慶喜の長女で、田安徳川家当主・徳川達孝に嫁いだ。

## 生涯

### 出生
1873年6月2日、慶喜と側室・新村信との間に生まれる。最初に撮影された写真に、祖母の徳川吉子と共に写っているものがある。また、麹町女学校に通学していた。

### 結婚と夭折
1887年（明治20年）3月23日に田安家へ輿入れして徳川達孝と結婚し、4女をもうけたが、1893年9月29日に享年21で病死した。死去する2年前の19歳のときに撮影された写真が最晩年とされる。2人の間に息子はいなかった。鏡子の死後、達孝は島津忠義公爵の五女・知子と再婚し、長男と五女をもうけた。

## 家族

### 徳川慶喜家
- 同母兄、同母弟、同母妹
  - 兄：敬事（明治4年6月29日 - 明治5年5月22日）
  - 妹：鉄子（明治23年12月30日結婚、徳川達道（一橋茂栄の子）夫人、明治8年10月27日 - 大正10年12月10日）
  - 弟：仲博（鳥取藩主家池田氏第14代当主、侯爵・貴族院議員、大正天皇侍従長、明治23年2月25日池田輝知養子、明治10年8月28日 - 昭和23年1月1日）
  - 弟：斉（明治11年8月17日 - 明治11年11月28日）
  - 妹：良子（明治13年8月24日 - 明治13年9月29日）
  - 妹：経子（明治30年1月9日結婚、伏見宮博恭王妃、明治15年9月23日 - 昭和14年8月18日）
  - 弟：慶久（公爵・貴族院議員、華族世襲財産審議会議長、明治17年9月2日 - 大正11年1月22日）
  - 妹：英子（明治44年4月29日結婚、徳川圀順夫人、明治20年3月22日 - 大正13年7月5日）
  - 弟：精（伯爵、浅野セメント重役、明治32年1月20日勝海舟婿養子、明治21年8月23日 - 昭和7年7月11日)
- 異母兄、異母弟、異母妹
  - 弟：善事（明治4年9月8日 - 明治5年3月10日）
  - 弟：琢磨（明治5年10月5日 - 明治6年7月5日）
  - 弟：厚（男爵・貴族院議員、東明火災保険取締役、明治7年2月21日 - 昭和5年6月12日）
  - 妹：金子（明治8年4月3日 - 明治8年7月22日）
  - 妹：筆子（明治28年12月26日結婚、蜂須賀正韶夫人、明治9年7月17日 - 明治40年11月30日）
  - 妹：脩子（明治11年8月17日 - 明治11年10月8日）
  - 妹：浪子（明治28年12月7日結婚、松平斉（松平斉民の九男）夫人、明治13年9月17日 - 昭和29年1月13日）
  - 妹：国子（明治34年5月7日結婚、大河内輝耕（大河内輝声の長男）夫人、明治15年1月23日 - 昭和17年9月11日）
  - 妹：糸子（明治39年5月19日結婚、四条隆愛夫人、明治16年9月18日 - 昭和28年10月11日）
  - 死産：弟（明治17年8月22日死産）
  - 弟：寧（明治18年9月22日 - 明治19年7月2日）
  - 弟：誠（男爵・貴族院議員、明治20年10月31日 - 昭和43年11月11日)
  - 死産：妹　(明治24年6月2日死産)

### 田安徳川家
- 夫：徳川達孝
  - 長女：須美子（伯爵溝口直亮夫人）
  - 次女：穀子（子爵土屋拳直夫人）
  - 三女：艶子（伯爵立花鑑徳夫人）
  - 四女：繡子（子爵徳川武定夫人）

## 写真参考文献
- 『カメラが撮らえた 最後の将軍と徳川一族』(2013年)〈ビジュアル選書〉、新人物往来社。NCID BB11648324